# Bryan Carvallo
Bryan Andrés Carvallo Utreras (* 15. September 1996 in La Granja) ist ein chilenischer Fußballspieler. Der Mittelfeldspieler wurde mit dem CSD Colo-Colo zweimal chilenischer Meister.

## Karriere

### Verein
Bryan Carvallo kam über die Jugend- und Reservemannschaft zur Profimannschaft vom CSD Colo-Colo, wo er im Februar 2014 unter Trainer Héctor Tapia debütierte. Mit dem Rekordmeister gewann er die Meisterschaften der Clausura 2013/14 und Apertura 2014/15 sowie die Copa Chile 2016. Der Mittelfeldspieler kam aber meist nicht über den Status des Einwechselspielers hinaus und wurde 2017 an Deportes Antofagasta verliehen. Im September 2018 wechselte Carvallo dann in die Liga MX zum Club Necaxa, wurde aber 2019 an Everton und 2020 an Universidad de Concepción verliehen.
Nach Ablauf seines Engagements in Mexiko kehrte er 2022 nach Chile zurück und spielte erst für Unión La Calera, dann zum zweiten Mal bei Everton. Schon zur Saison 2023 wechselte Carvallo erneut und schloss sich dem Unión Española an.

### Nationalmannschaft
Bryan Carvallo spielte 2013 mit der U-17-Nationalmannschaft bei der Südamerikameisterschaft in Argentinien und 2015 mit der U-20-Nationalmannschaft bei der Südamerikameisterschaft 2015. Bei beiden Turnieren schied die junge La Roja in der Gruppenphase aus.

## Erfolge
Colo-Colo
- Primera División: 2013/14-C, 2014/15-A
- Copa Chile: 2016
- Supercopa de Chile: 2018